# 晴山陽一
晴山 陽一（はれやま よういち、1950年 - ）は、日本の作家、英語教育研究家、出版プロデューサー。英語教育の本の執筆者。晴山書店代表取締役。

## 人物
東京都生まれ。東京教育大学附属駒場高等学校（現・筑波大学附属駒場高等学校）を経て、早稲田大学第一文学部哲学科卒業。大手出版社に入り、英語教材の開発を手がける。自作ソフト『大学受験1100単語』普及のため、「英単語速習講座」を主催。全国の受験生の指導にあたる。元ニュートン社ソフト開発部長。（著書の略歴より）

## 著書
- TOEIC必勝の法則 今のままでも150点はアップできる!!（アスペクト）1998.3
- 英語上達7つの法則 “使える!話せる!"シンプル英語のすすめ (PHP) 1998.9
- ビジネス英単語記憶の法則 いやでも覚える!イモヅル式（アスペクト）1998.9「英単語一生忘れないイモヅル式記憶法」三笠書房（知的生きかた文庫）
- フレーズで覚えるTOEIC test必修単語1600（明日香出版社）1998.9
- 英単語速習術 この一〇〇〇単語で英文が読める（ちくま新書）1998.12
- 超配列!コーフンの受験英単語（講談社+α文庫）1999.2
- 英検2級合格単語フレーズで覚える900明日香出版社 (CD book) 1999.5
- TOEIC「超」必勝法（ちくま新書）1999.5
- 晴山陽一の英語ことわざコレクション（三修社）1999.7
- 英単語こう覚えれば忘れない（研究社出版）1999.10
- カタカナ英単語（アスペクト）1999.11「晴山式英単語記憶術」2009.3
- 英単語倍増術 必須一〇〇〇単語を二倍にする（ちくま新書）2000.2
- TOEICテストスーパートレーニング. 必須英単語4000（研究社出版）2000.5
- ビジネス四字熟語を英語にする（研究社出版）2000.12
- 日本人のための英文法（ちくま新書）2001.1
- 40歳からの「英語革命」（研究社出版）2001.3
- 速習英単語1200（ジャパンタイムズ）2001.4
- 高頻度!重要英単語1400（宝島社新書）2001.6
- 英会話の原理（宝島社新書）2001.10
- 爆笑式英語学習法（講談社）2001.11
- ニュアンスで覚える英単語（宝島社新書）2001.12
- たった60単語の英文法（青春出版社）2002.7
- 2分間「速攻」英単語 形容詞キーワード編（日本実業出版社）2002.4
- TOEICテストにでる英単語＜プレイブックスインテリジェンス＞（青春出版社）2002.11
- 英単語1500"発音するだけ!"超速暗記術（角川oneテーマ21）2002.11
- ニュース英語のキーフレーズ8000 (DHC) 2002.12
- たった100単語の英会話＜プレイブックスインテリジェンス＞（青春出版社）2002.3
- 英熟語速習術 イメージ記憶ですぐ身につく940熟語（角川oneテーマ21）2003.2
- たった10日の基礎英語＜プレイブックスインテリジェンス＞（青春出版社）2003.3
- 独立して成功する!「超」仕事術（ちくま新書）2003.3
- たった100単語の英会話（青春出版社）2003.7
- 5文型で話せる音読英会話（青春出版社）2003.8
- 英語の再勉強法＜Kawade夢新書＞（河出書房新社）2003.9「英語アタマのつくりかた」2009.6
- 1週間で英語が好きになる英語速習帳 (PHP) 2003.9
- 1分間「英会話」book＜王様文庫＞（三笠書房）2003.10
- たった100単語のビジネス英会話 青春出版社 2003.10 (プレイブックスインテリジェンス)
- TOEICテスト英単語ビッグバン速習法（PHP文庫）2003.11
- TOEICテスト速習英単語 青春出版社 2003.12
- 英語のセンス ネイティブに学ぶ英語術 クリストファー・ベルトン共著（河出書房新社）2004.2
- 「2行日記」で英語がカンタンにうまくなる!＜王様文庫＞（三笠書房）2004.2
- たった100単語の英会話 海外旅行編＜プレイブックスインテリジェンス＞（青春出版社）2004.4
- ビジネス英語の教科書（実業之日本社）2004.6
- 英語がすぐに話せるいちばん大事な10単語＜王様文庫＞（三笠書房）2004.9
- すごい言葉 実践的名句323選（文春新書）2004.10
- 人生に必要な最低限の英会話＜プレイブックスインテリジェンス＞（青春出版社）2005.3
- 英語は動詞で生きている!（集英社新書）2005.3
- 仕事の会話100-すぐに英語で言えますか?（角川oneテーマ21）2005.3
- 図解今より3倍速く「英単語」が覚えられる!（三笠書房）2005.3
- 旅行の会話100（角川oneテーマ21）2005.7
- 実例!英単語速習術（ちくま新書）2005.9
- 「晴山式」英語速答700問ドリル 基礎体力編（アルク）2005.10
- 365日物語（創英社）2005.12
- TOEIC testによく出るレベル順英単語2000（明日香出版社）2006.2
- 敬語レッスンブック＜新書y＞（洋泉社）2006.6
- ヘタでも通じる英会話術（PHP新書）2006.7
- スノーボールの冒険（幻冬舎）2006.9
- ソク単 最速英単語記憶法（文春新書）2006.10
- ネイティブの子供を手本にすると英語はすぐ喋れる（青春新書インテリジェンス）2006.11
- TOEIC test速効英単語2400クリストファー・ベルトン共著（講談社インターナショナル）2006.12
- ネイティブの小学生なら誰でも知っている英単語10000語チェックブック（ダイヤモンド社）2007.5
- 記憶の「9マス英単語」（文春新書）2007.6
- 英単語超短文記憶術（語研）2007.7
- 偉人で覚える英単語連想暗記術’PHP新書）2007.9
- 人生が変わる英語の名言（青春文庫）2007.10
- たったの300例文でこんなに身につく英単語must 1900 クリストファー・ベルトン共著（明日香出版社）2007.11
- たった12日で1800語を覚える最速英単語（青春出版社）2008.2
- 逆単 日本語から逆にたどる英単語（ダイヤモンド社）2008.4
- 勝つための英単語（ちくま新書）2008.4
- 英語「3秒速答」スーパートレーニング（アルク）2008.4
- 英語ベストセラー本の研究（幻冬舎新書）2008.5
- 知的生産のためのすごい!仕事術（青春新書インテリジェンス）2008.6
- 英語にもっと強くなる本（青春新書インテリジェンス）2008.9
- 使える英語すごいノウハウ（三笠書房）2008.9
- 英会話秘密の基本練習帳（青春出版社）2009.4
- 晴山式英単語「虫食い」パズル1000（三修社）2009.4
- 人を動かすアメリカ大統領のすごい言葉（ぶんか社）2009.5
- なぜあの人の英語は「知的で美しい」のか（明日香出版社）2009.7
- ネイティブの子供を手本にすると英語はすぐ喋れる速習CDブック（青春出版社）2009.11
- 思わずニヤリとする言葉 本質を見抜く名言集（青春文庫）2009.5
- 仕事に役立つ英単語「1秒」レッスン（成美文庫）2009.12
- うまい、と言われる1分間スピーチ（土屋書店）2009.12
- 名演説の英単語オバマを勝たせた言葉の力（成美文庫）2010.4
- ネイティブはこの「5単語」で会話する（青春新書）2010.4
- Twitter英語術 クリストファー・ベルトン共著＜じっぴコンパクト新書＞（実業之日本社）2010.5
- 今度こそ身につく英会話入門 一度覚えたら忘れないエピソード記憶術（主婦の友社）2010.7
- YouTubeで学ぶリアル英会話（青春出版社）2010.9
- 今からでも英語ができる人になる英語学習法 100選（ディスカヴァー・トゥエンティワン）2012.6
- 話したい人のための丸ごと覚える厳選英文 100（ディスカヴァー・トゥエンティワン）2013.3